# The Vault of Horror
 The Vault of Horror est un comic book américain créé par William Gaines et Al Feldstein et publié par EC Comics.

## Historique
The Vault of Horror fait suite à War against Crime et pour cela commence au numéro 12. Chaque numéro de ce bimestriel comportait quatre histoires d'horreur. La mise en place du Comics Code eu raison de son succès et sa publication cessa en décembre 1955 au numéro 40.

## Adaptation cinématographique
- Le Caveau de la terreur (Vault Of Horror) 1973 de Roy Ward Baker